# متحف أنطاليا
متحف أنطاليا أو متحف أنطاليا الأثري (تركي: أنطاليا موزيسي) هو واحد من أكبر المتاحف في تركيا، يقع في كونيالتي، أنطاليا. ويضم 13 قاعة عرض ومعرضًا في الهواء الطلق. ويغطي مساحة قدرها 7000 متر مربع (75000 قدم مربع) و 5000 عمل فني معروض. بالإضافة إلى ذلك، هناك 25,000 - 30,000 قطعة أثرية أخرى لا يمكن عرضها في مخزن. كمتحف يعرض أمثلة من الأعمال التي تضيء تاريخ منطقة البحر الأبيض المتوسط ومناطق بامفيلية في الأناضول، يعد متحف أنطاليا أحد أهم المتاحف التركية. فاز المتحف بجائزة «المجلس الأوروبي الخاص» في عام 1988.

## تاريخ المتحف
في نهاية الحرب العالمية الأولى، خلال الفترة التي كانت تحت سيطرة أنطاليا تحت الاحتلال العسكري الإيطالي، بدأ علماء الآثار الإيطاليون في إزالة الكنوز الأثرية التي تم العثور عليها في وسط المدينة والمحيطة بالسفارة الإيطالية، والتي زعموا أنها تقوم بها باسم الحضارة. ولمنع هذه المبادرات، تقدم سليمان فكري بك، مستشار السلطان، بطلب إلى منصب حاكم مقاطعة أنطاليا في أنطاليا عام 1919، وعين هو نفسه أمينًا تطوعيًا للآثار، وأسس متحف أنطاليا أولاً لتجربة ما تبقى في المركز.

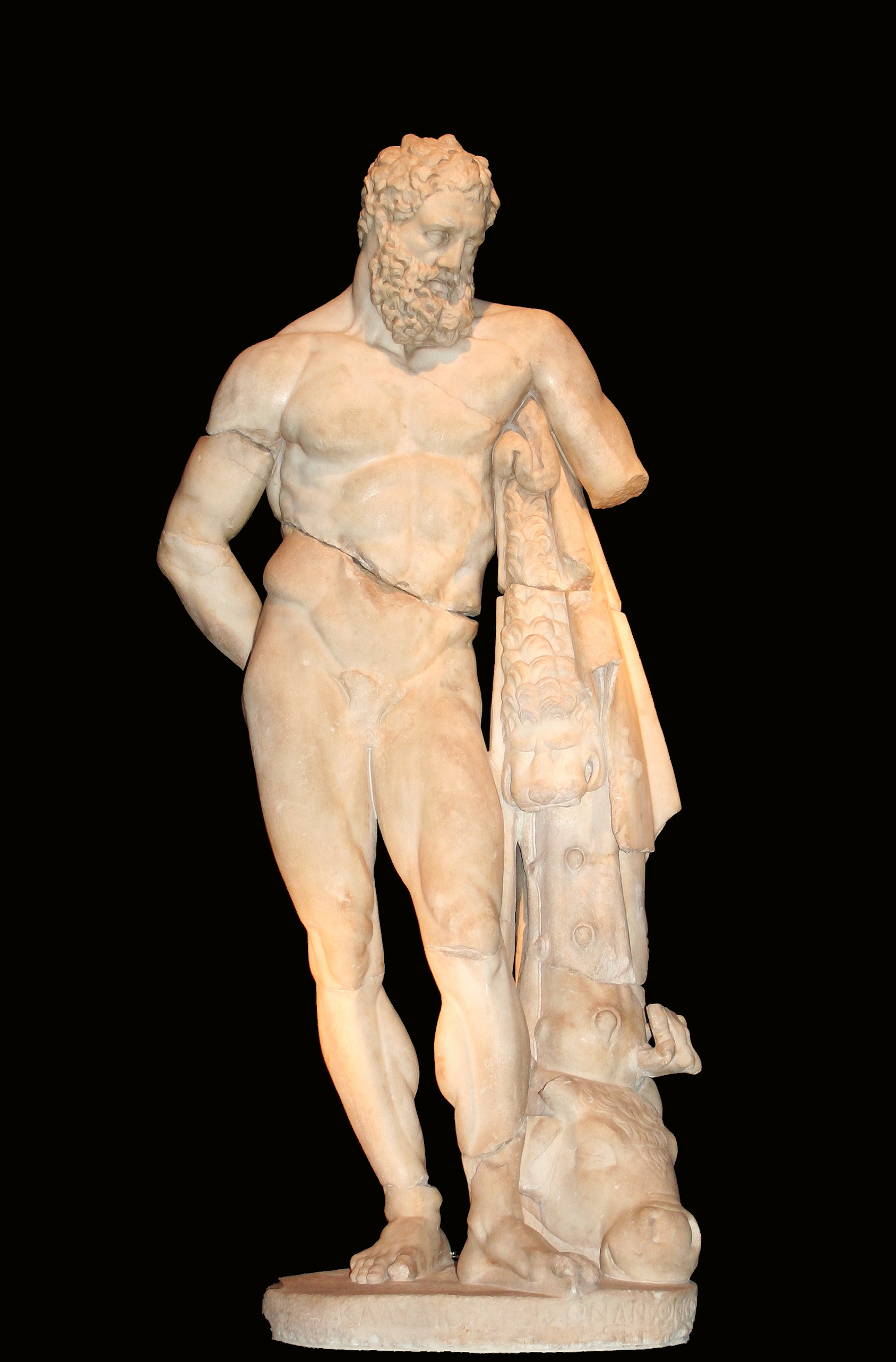
تمثال هرقل

بدأ المتحف في البداية في مسجد علاء الدين في عام 1922، ثم في مسجد ييفلي منير ابتداء من عام 1937، ثم انتقل إلى المبنى الحالي في عام 1972. تم إغلاقه أمام الزوار لطائفة واسعة من التعديلات والترميمات في عام 1982. تم إعادة تنظيمه وفقا لمفاهيم المتحف الحديث وافتتح للجمهور في أبريل 1985، بعد الترميمات وعرض الترتيبات التي قدمتها المديرية العامة للكائنات القديمة والمتاحف.

## القاعات
يتألف متحف أنطاليا الإقليمي من 13 قاعة عرض، ومنطقة عرض واحدة في الهواء الطلق، ومختبرات، ومخزن، ومحلات تصليح، وغرفة تصوير، وقاعة مؤتمرات، ومكاتب إدارية، وكافيتريا وأماكن معيشة لمسؤولي المتحف. غرف المعارض هي كما يلي:

### قاعة التاريخ الطبيعي
يعرض المخلوقات الحية من الرجل وصولا إلى حيوان واحد المخططة، والرسوم البيانية والصور، والأحافير والعظام.

### قاعة ما قبل التاريخ
هنا يتم عرض أعمال معروضة في كارين وأكوزيني و سهاهيوك. كارين هو كهف، والذي كان مسرحا لسلسلة متواصلة من الحضارات. تتراوح الأعمال من تلك الخاصة بالعصر الحجري القديم إلى تلك الموجودة في العصر الروماني. وتشمل الأعمال الأحافير الحيوانية وأدوات المطبخ.

### قاعة بروتو للتاريخ
هنا يتم عرض أعمال من العصر الحجري الحديث، العصر الحجري، والعصر البرونزي المبكر وجدت في هاسيلار. وجدت الحفريات في سمهايوك والمناطق المحيطة بها معظم الأعمال.